# كير سميث
كير سميث (بالإنجليزية: Kerr Smith)‏ هو ممثل أمريكي، ولد في 9 مارس 1972 في الولايات المتحدة. بدأ مشواره المهني سنة 1996.

## أعمال

### أفلام
- (2000) الوجهة النهائية 1[4]
- (2011) الوجهة النهائية 5

### مسلسلات
- إن سي آي إس
- حياة غير متوقعة
- ذا فوسترز
- التحقيق في موقع الجريمة
- ميامي
- نيويورك
- عملاء شيلد

## وصلات خارجية
- كير سميث على موقع IMDb (الإنجليزية)
- كير سميث على موقع روتن توميتوز (الإنجليزية)
- كير سميث على موقع ألو سيني (الفرنسية)
- كير سميث على موقع تيرنر كلاسيك موفيز (الإنجليزية)
- كير سميث على موقع أول موفي (الإنجليزية)
- كير سميث على موقع قاعدة بيانات الأفلام السويدية (السويدية)
- كير سميث على موقع إن إن دي بي (الإنجليزية)
- كير سميث على موقع قاعدة بيانات الفيلم (الإنجليزية)
- كير سميث على موقع كينوبويسك (الروسية)